# Roodkeeldwergcotinga
De roodkeeldwergcotinga (Iodopleura pipra; synoniem: Iodopleura leucopygia) is een zangvogel uit de familie Tityridae.

## Verspreiding en leefgebied
Deze vogel is endemisch in het Atlantisch woud (Brazilië) en telt twee ondersoorten:
- I. p. leucopygia - komt voor in Noordoost-Brazilië (Paraíba, Pernambuco, Alagoas en Bahia)
- I. p. pipra - komt voor in Zuidoost-Brazilië (Espírito Santo, Rio de Janeiro en São Paulo).

## Status
De grootte van de populatie is in 2018 geschat op 1000-2500 volwassen vogels. Dat is een kleine populatie en de aantallen nemen verder af door habitatverlies. Op de Rode lijst van de IUCN heeft deze soort daarom de status bedreigd.